# Lipovce
Lipovce este o comună slovacă, aflată în districtul Prešov din regiunea Prešov. Localitatea se află la altitudinea de 622 m deasupra n.m., se întinde pe o suprafață de 22,37 km2 și în 2017 număra 524 de locuitori. Se învecinează cu comuna Vyšný Slavkov.

## Istoric
Localitatea Lipovce este atestată documentar din 1320.

## Demografie
| An:                | 1994 | 2004   | 2014  | 2024   |
| ------------------ | ---- | ------ | ----- | ------ |
| Număr de persoane: | 506  | 500    | 521   | 517    |
| Diferență:         |      | −1,18% | +4,2% | −0,76% |

| An:                | 2023 | 2024   |
| ------------------ | ---- | ------ |
| Număr de persoane: | 511  | 517    |
| Diferență:         |      | +1,17% |